# Le Mesnil-Amand
Le Mesnil-Amand foi uma comuna francesa na região administrativa da Normandia, no departamento Mancha. Estendia-se por uma área de 6,87 km². Em 2010 a comuna tinha 162 habitantes (densidade: 23,6 hab./km²).
Em 1 de janeiro de 2019, passou a formar parte da nova comuna de Gavray-sur-Sienne.